# Huỳnh Phúc Điền
Huỳnh Phúc Điền (1970-2009) là một đạo diễn sân khấu ca nhạc tại Việt Nam.

## Thân thế và Sự nghiệp
Anh sinh ngày 26 tháng 6 năm 1970 tại Vĩnh Long và mất ngày 30 tháng 6 năm 2009 do bệnh ung thư gan.
Huỳnh Phúc Điền tốt nghiệp trường Nghệ thuật Sân Khấu II khóa 1985 – 1989.

## Sự nghiệp
- 1985 – Thi đậu trường nghệ thuật sân khấu 2 khi mới 15 tuổi, tham gia nhóm hài kịch Tuổi Đôi Mươi gồm các thành viên: Nhật Cường, Phước Sang, Hoàng Sơn, Phương Bình…
- 1988 – Vai diễn đầu tiên trong film diễn truyền hình Ngọc Trong Đá.
- 1988 - Viết kịch bản: Cõi tình, Nơi Dòng Sông Dừng Lại khi mới 18 tuổi…
- 1995 - Đạo diễn video ca nhạc thiếu nhi do Trùng Dương Audio - Video, Bến Thành Audio, Hãng Phim Trẻ thực hiện: Nhóm Hát Nhà Thiếu Nhi thành phố như Mắt Ngọc, Mây Trắng, Ngọc Linh, Đỗ Uyên…Các album đã thực hiện: Suối nguồn yêu thương, 2 Ông Lang, Nụ cười Làm Quen, Như Những Con Tàu, Những Đám Mây Sẽ Kể, Bé Đi Học, Cháu Yêu Cô Giáo v.v...
- 1996 - Đạo diễn video ca nhạc trẻ do Bến thành audio, Kim Lợi, Rạng Đông, Hãng Phim Bến Nghé - Phước Sang, Hãng Phim Giải Phóng sản xuất. Các Albume đã thực hiện: Duyên Tình 1-7, Mưa Bụi 1-3, Tình Xuân 1-5, Mưa hồng, Dòng sông lơ đãng, Tình trong phút giây, Nói với mùa xuân.
- 1997 - Kết hôn
- 1997 - Đạo diễn & kịch bản: Film Cây tre Trăm đốt trong cổ tích vn 14
- 1998 - Đạo diễn sân khấu ca nhạc: Duyên Dáng Việt Nam, Làn Sóng Xanh và Live show ca sĩ
- 2004- Đạo diễn Live Show Ngày ấy & bây giờ (2004) của ca sĩ Mỹ Tâm
- 2006 - Tổ chức sản xuất và tổng đạo diễn: Việt nam Ca Hát
- 2008 - Nghiên cứu thể loại film 3d: Sơn Tinh Thủy Linh, sân khấu hoá: Vinpear land và một số dự án film điện ảnh: Tên tống tiền ti tiện, Mắt trong…
- 2009 - Lập ra quỹ ung thư Huỳnh Phúc Điền. Qua đời ngày 30 tháng 6[1].
- Giải thưởng & Thành tựu
- 3 lần đoạt giải Mai Vàng (năm 2005- 2007- 2008) do Báo Người Lao động tổ chức.
- 3 lần liên tiếp đoạt giải Video Clip xuất sắc trong giải thưởng VTV Bài hát Tôi yêu.
- Giải đạo diễn xuất sắc trong năm 2005 chương trình Viet Nam Ca hát của báo Người Lao động – Giải Mai Vàng đề cử.
- Huy chương vàng toàn quốc liên hoan Sân khấu Nhỏ 1991 kịch bản "Cõi Tình" (sáng tác năm 18 tuổi).[2]

## Duyên Dáng Việt Nam
Duyên Dáng Việt Nam là một chương trình biểu diễn nghệ thuật do Báo Thanh Niên tổ chức. Huỳnh Phúc Điền đã nhiều lần đảm nhiệm vai trò tổng đạo diễn cho chương trình này: bao gồm các lần tổ chức thứ 8, 9, 12, 13, lần đặc biệt tại Úc, 16, 17 và 21.

## Các chương trình thành công

### Sự kiện
- 6 lần đạo diễn chương trình Duyên dáng Việt Nam
- Làn sóng xanh 2004-2009
- Việt Nam ca hát, chủ đề Mẹ, Tôi và Em
- Hoa hậu Việt Nam 2002 Báo Tiền Phong
- Hoa hậu người Việt tại châu Âu - Tại Đức
- Lễ trao Giải Mai Vàng Báo Người Lao Động
- Lễ trao giải HTV Award
- Chương Trình Apec (Gala Dinner) 2006
- Kỷ niệm 10 năm Bến Thành Audio Studio
- Kỷ niệm 15 năm Saigon Coopmart
- Đêm giao thừa (tết phương nam)
- Đêm tỷ phú của công ty Đông Tây Promotion tổ chức
- Live show đầu tiên của các ca sĩ: Mỹ Tâm, Lam Trường, Đàm Vĩnh Hưng, Phương Thanh, Thanh Thảo, Quang Dũng, Elvis Phương, Khánh Hà - Tuấn Ngọc...
- Thực hiện Video Clip với hàng ngàn ca khúc cho các Trung tâm Băng Nhạc: Bến Thành, Kim Lợi, Rạng Đông
- Tổ chức Singer day 2006, 2007, 2008
- Các sự kiện của những thương hiệu lớn: Pepsi, Unilever, V-Rhoto, Yamaha, Coop. Mart...

### Video clip
- Mỹ Tâm – Nhé Anh, Giấc Mơ Tình Yêu, Xích Lô
- Phương Thanh – Lang Thang, Một Thời Đã Xa
- Đàm Vĩnh Hưng – Nửa Vầng Trăng, Ngày Không Bình Yên, Tình Tuyệt Vọng, Giới Hạn Nào Của Chúng Ta, Nếu Có Yêu Tôi…
- Lam Trường – Sleeping Child (Giấc mộng vàng), Tình Thôi Xót Xa
- Quang Vinh – Miền Cát Trắng, Tình Yêu Tìm Thấy (VTV Bài Hát Tôi Yêu Version)
- Quang Dũng – Bâng Khuâng Chiều Nội Trú, Còn Đó Chút Hồng Phai…
- Quang Linh – Chim Sáo Ngày Xưa, Tiếng Chim Đa Đa, Thương Về Miền Trung, Thuyền Hoa, Ca dao em và tôi...
- Bằng Kiều – Em Về Tinh Khôi, Hè Muộn
- Minh Thuận & Nhật Hào – Khi Nào Em Mới Biết, Tình Nhat Phai, Những Lời Dối Dang...
- Sỹ Ben - Đêm Đô thị
- Ngọc Sơn – Đêm Yêu Đương
- Thành Lộc – Chuyến Xe Tốc Hành, Tiếng Dân Chài
- Thùy Lâm - Khóc Trong Đêm Buồn
- Tuấn Hưng - Vẫn Nhớ
- Phi Nhung - Phải Lòng Con Gái Bến Tre